# Salsola henriciae
Salsola henriciae är en amarantväxtart som beskrevs av Inez Clare Verdoorn. Salsola henriciae ingår i släktet sodaörter, och familjen amarantväxter. Inga underarter finns listade i Catalogue of Life.